# 27454 Samapaige
27454 Samapaige è un asteroide della fascia principale. Scoperto nel 2000, presenta un'orbita caratterizzata da un semiasse maggiore pari a 3,1213553 UA e da un'eccentricità di 0,1252678, inclinata di 0,71158° rispetto all'eclittica.